# Lithobius homolaci
Lithobius homolaci är en mångfotingart som först beskrevs av Dobroruka 1971.  Lithobius homolaci ingår i släktet Lithobius och familjen stenkrypare.
Artens utbredningsområde är Slovakien. Inga underarter finns listade i Catalogue of Life.